# Frédéric-Fontaine
Frédéric-Fontaine là một xã thuộc tỉnh Haute-Saône trong vùng Bourgogne-Franche-Comté phía đông nước Pháp.